# Orthotylus fuscescens
Orthotylus fuscescens är en insektsart som först beskrevs av Carl Ludwig Kirschbaum 1856.  Orthotylus fuscescens ingår i släktet Orthotylus, och familjen ängsskinnbaggar. Arten är reproducerande i Sverige.